# Sheffield United Football Club 1974-1975
Questa voce raccoglie le informazioni riguardanti lo Sheffield United Football Club nelle competizioni ufficiali della stagione 1974-1975.

## Stagione
Eliminato al quarto turno di entrambe le coppe nazionali, nel corso del campionato lo Sheffield United rimase a stretto contatto con le posizioni di vertice sfruttando anche una classifica molto corta, fallendo infine l'accesso in Coppa UEFA per non essere andato oltre lo 0-0 nell'ultima gara contro il Birmingham City.

## Maglie e sponsor
Lo sponsor tecnico per la stagione 1974-1975 è Umbro.
| Manica sinistra · Manica sinistra · Maglietta · Maglietta · Manica destra · Manica destra · Pantaloncini · Calzettoni |

## Rosa
| N. |                        | Ruolo | Calciatore        |
| -- | ---------------------- | ----- | ----------------- |
|    | Scozia (bandiera)      | P     | Jim Brown         |
|    | Inghilterra (bandiera) | P     | John Hope         |
|    | Scozia (bandiera)      | P     | Thomas McAllister |
|    | Inghilterra (bandiera) | D     | Len Badger        |
|    | Scozia (bandiera)      | D     | Eddie Colquhoun   |
|    | Inghilterra (bandiera) | D     | Keith Eddy        |
|    | Inghilterra (bandiera) | D     | Steve Faulkner    |
|    | Inghilterra (bandiera) | D     | Johm Flynn        |
|    | Inghilterra (bandiera) | D     | Steve Goulding    |
|    | Inghilterra (bandiera) | D     | Ted Hemsley       |
|    | Inghilterra (bandiera) | C     | David Bradford    |
|    | Inghilterra (bandiera) | C     | Tony Currie       |

| N. |                        | Ruolo | Calciatore      |
| -- | ---------------------- | ----- | --------------- |
|    | Inghilterra (bandiera) | C     | Colin Franks    |
|    | Inghilterra (bandiera) | C     | Terry Garbett   |
|    | Inghilterra (bandiera) | C     | Steve Ludlam    |
|    | Inghilterra (bandiera) | C     | Terence Nicholl |
|    | Inghilterra (bandiera) | C     | Mick Speight    |
|    | Inghilterra (bandiera) | A     | Steve Cammack   |
|    | Inghilterra (bandiera) | A     | Bill Dearden    |
|    | Inghilterra (bandiera) | A     | Tony Field      |
|    | Inghilterra (bandiera) | A     | Gary France     |
|    | Inghilterra (bandiera) | A     | Garry Jones     |
|    | Inghilterra (bandiera) | A     | Alan Woodward   |

## Statistiche

### Andamento in campionato
Luogo, risultato e posizione seguono l'ordine ufficiale delle giornate. 
| Giornata  | 1  | 2  | 3  | 4  | 5 | 6 | 7 | 8 | 9 | 10 | 11 | 12 | 13 | 14 | 15 | 16 | 17 | 18 | 19 | 20 | 21 | 22 | 23 | 24 | 25 | 26 | 27 | 28 | 29 | 30 | 31 | 32 | 33 | 34 | 35 | 36 | 37 | 38 | 39 | 40 | 41 | 42 |
| --------- | -- | -- | -- | -- | - | - | - | - | - | -- | -- | -- | -- | -- | -- | -- | -- | -- | -- | -- | -- | -- | -- | -- | -- | -- | -- | -- | -- | -- | -- | -- | -- | -- | -- | -- | -- | -- | -- | -- | -- | -- |
| Luogo     | T  | T  | T  | C  | T | T | C | T | T | C  | T  | C  | C  | T  | C  | C  | T  | C  | T  | C  | T  | C  | T  | C  | C  | T  | T  | C  | T  | C  | T  | T  | C  | T  | C  | T  | C  | T  | T  | C  | T  | T  |
| Risultato | N  | N  | P  | V  | V | V | V | P | N | P  | P  | N  | P  | P  | V  | V  | V  | N  | N  | P  | P  | V  | P  | N  | N  | P  | V  | N  | V  | V  | P  | V  | V  | N  | V  | N  | N  | P  | N  | V  | V  | N  |
| Posizione | 11 | 12 | 15 | 13 | 8 | 5 | 5 | 7 | 7 | 6  | 8  | 9  | 11 | 13 | 10 | 9  | 8  | 8  | 8  | 11 | 11 | 11 | 12 | 14 | 12 | 12 | 12 | 12 | 12 | 11 | 12 | 11 | 7  | 7  | 7  | 8  | 6  | 7  | 7  | 6  | 6  | 6  |

Fonte:  Premier League 1974/1975 » Schedule, su worldfootball.net.
Legenda:

Luogo: C = Casa; T = Trasferta. Risultato: V = Vittoria; N = Pareggio; P = Sconfitta.